# Nastia Kamienskich
Nastia Kamienskich (ukr. На́стя Каме́нських), właśc. Anastasija Oleksijiwna Kamenśkych, znana również jako NK (ur. 4 maja 1987 w Kijowie) – ukraińska piosenkarka wykonująca muzykę z pogranicza popu i R&B, aktorka, prezenterka i osobowość telewizyjna. Założycielka marki odzieży sportowej NKsport.

## Życiorys
Urodziła się 4 maja 1987 w Kijowie. Jest córką Lidii Kamienskich (1955–) i Aleksieja Żmura (1939–). Jej matka była śpiewaczką Narodowego Akademicznego Chóru Ludowego im. G. Wieriowki, a ojciec – dyrektorem koncertowym tegoż chóru. Jej matką chrzestną była piosenkarka Ałła Kudłaj.

## Kariera
W 2004 zdobyła Grand-Prix festiwalu „Czarnomorskie Gry”. W 2005 została wyróżniona nagrodą UBN w kategorii „otwarcie roku” podczas gali organizowanej w Londynie.
W 2006 nawiązała współpracę z Potapem, z którym tworzyła duet „Potap i Nastia”. Wydali wspólnie cztery albumy studyjne: Nie para (2008), Nie lubi mnie mozgi (2009), Wsio puczkom (2013) i Shut i miacz (2015). 
Od 2017 występuje solowo pod pseudonimem NK. W listopadzie wydała debiutancki singiel „Eto moja nocz”, do którego zrealizowała oficjalny teledysk. Pod koniec roku wydała solowy album świąteczny pt. Xmas with NK oraz zrealizowała telewizyjny projekt o tej samej nazwie. Od 2017 jest jedną z mentorek w programie STB X-Faktor. Również w 2017, we współpracy z firmą modnaKasta uruchomiła własną markę odzieżową „NKsport” oferującą ubrania sportowe.
W 2018 wydała kilka singli: „Daj mnie”, „Trimaj” i „LOMALA”, do których zrealizowała teledyski. Piosenki znalazły się na jej pierwszym albumie studyjnym pt. No Komments, który wydała 12 października 2018. Również w 2018 zaprezentowała singiel „Peligroso”, który nagrała w językach hiszpańskim i angielskim. Piosenka była prezentowana w wielu programach telewizyjnych i radiowych w Ameryce Łacińskiej, takich jak Despierta America na kanale TV Univision, Total Acceso oraz Titulares y Más na kanale Telemundo, Buenas Dias Familia na Estrella TV czy Centro na kanale CBS. W 2019 wydała teledysk do ostatniego singla z płyty No Komments, którym została piosenka „Pupa jak u Kim”. 25 kwietnia 2019 wydała singiel „Obicaju”, do którego wydała teledysk.

## Dobroczynność
Od 2017 jest stałą uczestniczką Charity Weekend, podczas którego zbierane są pieniądze na rzecz Instytutu Traumatologii i Ortopedii Narodowej Akademii Nauk Medycznych Ukrainy.
W 2017 nawiązała współpracę z Funduszem Dobroczynnym „Miłujący życie”.

## Dyskografia

### Albumy studyjne
- Xmas with NK (2017)
- No Komments (2018)

## Filmografia
- 2009 – Czerwony Kapturek – Czerwony Kapturek
- 2014 – Alicja w Krainie Czarów – matka Anastasija/mysz Sonia
- 2014 – 7-oj gnom – Sprężynka
- 2014 – Babaj – Wiedźma
- 2018 – Kaczki z gęsiej paczki – Kaczka Ci
- 2019 – Hostel[20]